# Сан-Себастьян-ду-Пасе
Сан-Себастьян-ду-Пасе (порт. São Sebastião do Passé)  —  муниципалитет в Бразилии, входит в штат Баия. Составная часть мезорегиона Агломерация Салвадор. Находится в составе крупной городской агломерации Агломерация Салвадор. Входит в экономико-статистический  микрорегион Кату. Население составляет 40 321 человек на 2007 год. Занимает площадь 549,425 км². Плотность населения — 76,9 чел./км².

## История
Город основан 11 сентября 1931 года.

## Статистика
- Валовой внутренний продукт на 2005 год составляет 220 221 542 реалов (данные: Бразильский институт географии и статистики).
- Валовой внутренний продукт на душу населения на 2005 год составляет 5253 реала (данные: Бразильский институт географии и статистики).
- Индекс развития человеческого потенциала на 2000 год составляет 0,693 (данные: Программа развития ООН).